# 看不見的力量 ～INVISIBLE ONE～/MOVE
《看不見的力量 ～INVISIBLE ONE～/MOVE》（日语：ミエナイチカラ 〜INVISIBLE ONE〜/MOVE）是日本樂團B'z的第十九張單曲。

## 簡介
是1996年度日本單曲銷量總排行第11名，同時繼前單曲LOVE PHANTOM連續兩張單曲發行量皆超過70萬張，並創下連續12張單曲銷量超過100萬張的記錄。
最終銷量約123.6萬張，為日本最暢銷單曲133名。

## 製作人員
- 松本孝弘：吉他・全曲作曲・編曲
- 稲葉浩志：主唱・全曲作詞・編曲
- 明石昌夫：貝斯
- 青山純：鼓（#1）
- そうる透：鼓（#2）
- 増田隆宣：風琴
- 池田大介：マニピュレーター・編曲（#1）

## 收錄曲
- 1.看不見的力量 〜INVISIBLE ONE〜 (4:41)
- 2.MOVE (3:44)

## 主題曲
- 朝日電視台卡通『靈異教師神眉』片尾曲。（#1）
- ベネッセコーポレーション「進研ゼミ中学講座」廣告曲。（#2）

## 收錄專輯
- B'z The Best "Treasure"（#1）
- B'z The "Mixture"（#2）
- B'z The Best "ULTRA Pleasure"（#1）
- B'z The Best XXV 1988-1998（#1、2）